# چهارسوق (کبودرآهنگ)
چهارسوق (کبودرآهنگ)، روستایی از توابع بخش شیرین‌سو شهرستان کبودرآهنگ در استان همدان ایران است.

## جمعیت
این روستا در دهستان شیرین‌سو قرار دارد و براساس سرشماری مرکز آمار ایران در سال ۱۳۹۵، جمعیت آن ۴۲۷ نفر (۱۲۸ خانوار) بوده است.